# Aéroport d'In Guezzam
L'aéroport d'In Guezzam (code IATA : INF • code OACI : DATG) est un aéroport algérien à vocation nationale, situé sur la commune d'In Guezzam à 600 m à l'ouest de la ville.

## Présentation
L’aéroport d'In Guezzam est un aéroport civil desservant la ville d'In Guezzam, au sud du Sahara algérien, à la frontière du Niger, et sa région (le sud de la wilaya d'In Guezzam). 
L’aéroport est géré par l'EGSA d'Alger.

## Histoire
L'aéroport d'In-Guezzam a été ouvert a la circulation aérienne publique en 1983,dans le cadre d'un programme surnommé " Plan Spécial Aérodromes Sud ". La compagnie aérienne Air Algérie y instaure une déserte hebdomadaire (jeudi) à partir de Tamanrasset, par Fokker 27.
Le 25 juillet 1991 un appareil du même type rate son atterrissage, sans aucune victime à déplorer. L'aéronef est irrécupérable.

## Infrastructures liées

### Pistes
L’aéroport dispose d'une piste en béton bitumineux, d'une longueur de 2 200 m , orientée 08/26 .